# Miniera di carbone di Ombilin
La miniera di carbone di Ombilin (precedentemente PT Tambang Batubara Ombilin (TBO) è una miniera di carbone nei pressi di Sawahlunto, a Sumatra Occidentale, in Indonesia. Si trova in una stretta valle lungo i monti Bukit Barisan, tra le colline Polan, Pari e Mato, a circa  70 km a nord-est di Padang. Il carbone fu scoperto a metà del XIX secolo, da Willem Hendrik de Greve, e l'estrazione mineraria ebbe inizio nel 1876. La miniera è conosciuta come il più antico sito di estrazione del carbone nel sud-est asiatico. IL 6 luglio 2019, la miniera di Ombilin è stata iscrittà nel patrimonio dell'umanità dell'UNESCO

## Storia
Il carbone fu scoperto in questa zona dall'ingegnere olandese Willem Hendrik de Greve nel 1868. L'attività mineraria iniziò nella miniera a cielo aperto, nel 1892, dopo la costruzione di una ferrovia. Nel periodo pre-indipendenza, la produzione di carbone raggiunse il picco nel 1930, con più di 620.000 tonnellate all'anno. Prigionieri ("Kettingganger" in olandese per le persone incatenate) provenienti da Giava e Sumatra, che venivano trasportati al sito minerario con le gambe, le mani e il collo incatenati, erano i principali lavoratori della miniera. Per un lungo periodo la produzione di carbone in questa zona mineraria fu in grado di soddisfare il 90% del fabbisogno energetico delle Indie orientali olandesi.
Nel 1942-1945, la miniera era controllata dal Giappone e la sua importanza andò declinando. Nel 1945-1958, la miniera fu gestita dalla direzione delle miniere e nel 1958-1968 dall'ufficio delle compagnie minerarie statali. Nel 1968 divenne l'unità di produzione Ombilin della compagnia mineraria statale del carbone. La produzione raggiunse il picco nel 1976 a 1.201.846 tonnellate all'anno.
Fino al 2002 ha funzionato come miniera a cielo aperto. Dopodiché, solo quella sotterranea continua a funzionare. In tempi recenti, il CNTIC ha investito 100 milioni di dollari nella miniera. Nel 2008, la miniera aveva una riserva stimata di circa 90,3 milioni di tonnellate di carbone da coke, di cui 43 milioni di tonnellate erano estraibili. La miniera è di proprietà di PT Tambang Batubara Bukit Asam (PTBA) ed è gestita dalla China National Technology Import-Export Corporation (CNTIC). La miniera produce circa 500.000 tonnellate di carbone all'anno. A partire dal 2019, la compagnia mineraria di carbone PT Bukit Asam ha interrotto le operazioni a Ombilin.

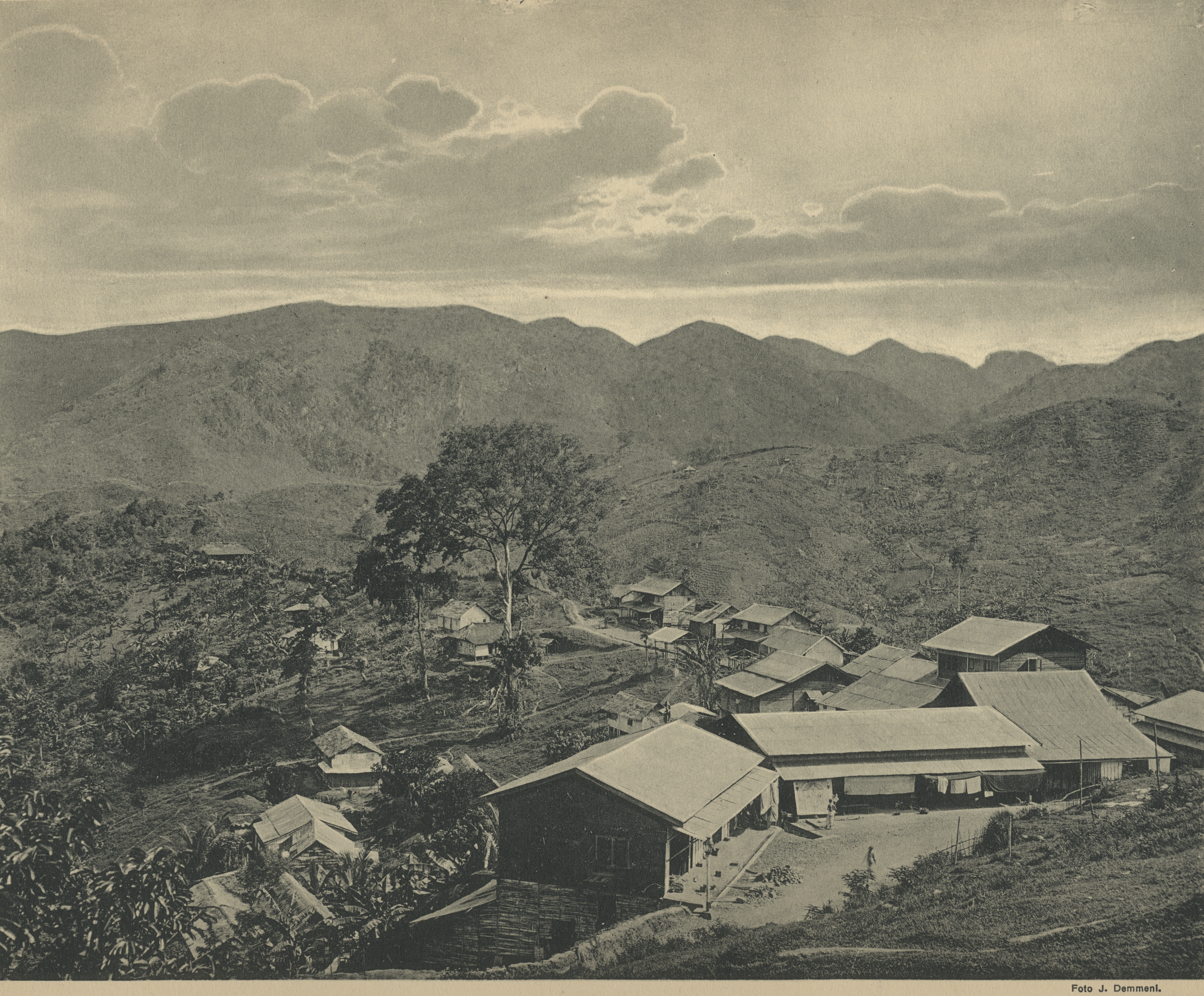
Miniera di carbone Ombilin a Sawahlunto intorno al 1915.

## Attrazione turistica
L'area mineraria continua a portare benefici attraverso il rimboschimento dell'ex sito minerario e la sua conversione a destinazione turistica. Un pozzo di manutenzione con illuminazione sufficiente e alimentazione d'aria, tramite ventilatori, attira turisti locali e stranieri principalmente dalla Malaysia e da Singapore. L'ingresso costa Rp.30.000 (US $ 3.5) a persona. Nell'Ombilin Coal Mine Complexl c'è il Museo della miniera di carbone di Ombilin sulla storia dell'azienda e gli strumenti che sono stati utilizzati per l'estrazione. Inoltre ci sono ancora diverse manufatti originali come il tunnel Mbah Soero, gli alloggi dei lavoratori e dei minatori (Tangsi Baru e Field Land), il filtro del carbone, le fabbriche ferroviarie, gli uffici governativi, gli insediamenti e il governo municipale. Il sito minerario è stato trasformato in zoo, lago e ippodromo.